# Leonardo Melki
Leonardo Melki (Baabdath, Líbano, 30 de septiembre de 1881 - Mardin, Armenia, 11 de junio de 1915) fue un sacerdote y fraile capuchino, maronita, mártir armenio parte del genocidio en 1917, víctima cristiana por negarse a apostatar. Nació bajo el nombre de Yūsuf Habīb Melkī.
Fue el séptimo hijo de una familia de 11 hijos. Fue hijo de Habib Aweys Al-Babdati (1840-1906) y Nora Bou Moussa Kanaan Yameen (1845 - 1917). Fue bautizado el 8 de octubre de 1881 y el sacramento de la confirmación el 19 de noviembre de 1893, en la Iglesia católica romana ya que su familia había abandonado la iglesia maronita. El 28 de abril de 1895, entró al Seminario Capuchino de San Esteban de Estambul,
Influenciado por la presencia de los capuchinos y sus ideales en la zona, y parientes también capuchinos, decidió convertirse en misionero, por lo que tomó los hábitos el 2 de julio de 1899 y adoptó el nombre de Leonardo en honor a San Leonardo de Port Maurice haciendo los votos de novicio el 2 de julio de 1900.En el monasterio de Budja, cerca de Izmir, completó sus estudios de filosofía y teología. Fue ordenado sacerdote el 4 de diciembre de 1904.

## Trayectoria
Recibió el certificado de predicador apostólico y fue enviado el 23 de abril de 1906 a la región de Mesopotamia en Irán. Sirvió en conventos de Armenia y Mesopotamia. Se convirtió en director del colegio de la tercera orden franciscana y profesor de francés en Mardin, al sureste de la actual Turquía. Enfermó por lo que estuvo en Mezere y Líbano, aunque luego regresó a Urfa en 1911 y en 1914 regresó a Mardin.
El 5 de diciembre de 1914, tuvo lugar la primera invasión de la iglesia Capuchina en Mardin por parte de soldados y soldados otomanos, donde cuidaba a hermanos religiosos ancianos, donde con actos de violencia, amenazas, arrestos e interrogatorios contra los hermanos ordenaron evacuar el monasterio.
Se le acusó de sospechoso de colaborar con Francia, país enemigo del Imperio otomano durante la I Guerra Mundial, sin embargo, el trasfondo, era que estaba en proceso el genocidio perpetrado por el régimen en el poder contra los no turcos y no musulmanes. El 9 de febrero de 1915 fue ocupado el convento por completo por los militares, dejando sólo dos habitaciones para los dos religiosos.

## El martirio
El 5 de junio de 1915, Leonardo fue arrestado en Mardin, donde sus verdugos aplicaron tortura durante seis días, recibiendo varias palizas, lo tiraron escaleras abajo, lo tiraron por la barba, lo colgaron de los pies por varias horas, le arrancaron las uñas de manos y pies por negarse a apostatar contra Cristo y abrazar e Islam, ya que los verdugos le ofrecieron varias veces salvarle la vida si abrazaba la religión islámica.
Seis días de tortura el 11 de junio, festividad del Sagrado Corazón de Jesús, fue incluido en una de las caravanas de la muerte, a pie y hacia el desierto de Diyarbakir, organizadas por los otomanos con los presos armenios, siriacos, caldeos y protestantes. Entre los presos estaba el obispo armenio Ignacio Maloyan Arzobispo de los Católicos Armenios en Mardin y 415 vecinos de Mardin.
Los miembros del régimen insistieron de manera incansable en numerosos intentos en que apostataran y después de que no lograran, que renunciaran a su fe, llegaron las órdenes de deshacerse de todos ellos y matarlos.Así se hizo entregando a los soldados para su ejecución. Y todos declararon antes de ser liquidados: "Morimos por Cristo". Fue asesinado el 11 de junio en medio del desierto